# (16168) Palmen
(16168) Palmen (2000 AR91) – planetoida z pasa głównego asteroid okrążająca Słońce w ciągu 3,69 lat w średniej odległości 2,39 j.a. Odkryta 5 stycznia 2000 roku.